# Dave Ryan
Dave Ryan (Nova Zelândia, 12 de maio de 1954) é o ex-diretor de corrida da antiga equipe de Fórmula 1 da Manor. Ele anteriormente trabalhou para a equipe da McLaren como chefe mecânico, gerente de equipe e, por fim, diretor esportivo. Ele permaneceu 35 anos trabalhando na McLaren até que saiu em abril de 2009 e montou a VonRyan Racing para competir em corrida com carros esportivos.